# 芜湖港
芜湖港是位于中国安徽省芜湖市的沿江港口，是长江煤炭能源输出第一大港和安徽省最大的港口。2010年货物吞吐量6609.4万吨，集装箱吞吐量14.3万TEU。

## 客运情况
2005年12月，安徽芜湖港候船大楼拆除，原址改为滨江大道，这标志着芜湖港客运走进历史。